# Guajará (Amazonas)
Guajará é um município brasileiro do interior do estado do Amazonas, Região Norte do país. Sua população, conforme estimativas do IBGE de 2021, era de 17 193 habitantes.

## História
O povoado de Guajará, resultante da antiga invasão do seringal do mesmo nome que pertencia à família Badarane e ocupava as extensões de terra do atual município, é elevado à condição de Vila em 1979. Oito anos mais tarde, é criado o município de Guajará, por força do Decreto-Lei nº 1.831. O primeiro prefeito do município foi eleito nas eleições municipais de 1988, assim como os nove vereadores da Câmara municipal do município.

## Geografia
O município de Guajará possui uma área territorial com pouco mais 8904 km² e localiza-se na margem esquerda do rio Juruá. Está aproximadamente 1600 quilômetros em linha reta da capital do Estado. Tem um elo econômico e cultural com o município de Cruzeiro do Sul no Acre, pelo fato de existir uma rodovia de 16 km que os une.
As principais atividades econômicas se baseiam na criação de gado bovino e na agricultura familiar. Não possui indústrias, o comércio local é fraco e a única instituição empregadora é a prefeitura.
Assim como muitos municípios do sudoeste amazonense, devido à enorme distância existente entre Guajará e Manaus, capital do estado, os mesmos enfrentam muitos problemas, sendo a logística um dos principais, o que eleva os preços dos produtos industrializados que chegam ao município por via aérea e fluvial. Sendo pela via terrestre, a estrada que liga Rio Branco a Cruzeiro do Sul, a BR-364, a forma mais viável.

## Infraestrutura

### Saúde
O município possuía, em 2009, 3 estabelecimentos de saúde, sendo todos estes públicos municipais ou estaduais, entre hospitais, pronto-socorros, postos de saúde e serviços odontológicos. Neles havia 16 leitos para internação. Em 2014, 87,78% das crianças menores de 1 ano de idade estavam com a carteira de vacinação em dia. Em 2015, o índice de mortalidade infantil entre crianças menores de 5 anos foi de 10,56, indicando uma redução em comparação com 2001, quando o índice foi de 22,56 óbitos a cada mil nascidos vivos. Entre crianças menores de 1 ano de idade, a taxa de mortalidade reduziu de 15,04 (1995) para 10,56 a cada mil nascidos vivos, totalizando, em números absolutos, 120 óbitos nesta faixa etária entre 1995 e 2016. No mesmo ano, 33,80% das crianças que nasceram no município eram de mães adolescentes, uma das maiores porcentagens entre os municípios amazonenses. Conforme dados do Sistema Único de Saúde (SUS), órgão do Ministério da Saúde, a taxa de mortalidade devido a acidentes de transportes terrestres foi de 12,43 óbitos em 2016, a cada grupo de cem mil habitantes. Ainda conforme o SUS, baseado em pesquisa promovida pelo Sistema de Informações Hospitalares do DATASUS, não houve em Guajará nenhuma internação hospitalar relacionada ao uso abusivo de bebidas alcoólicas e outras drogas, entre 2008 e 2017.
Em 2016, 66,67% das mortes de crianças com menos de um ano de idade foram em bebês com menos de sete dias de vida. Não houve óbitos ocorridos em crianças entre 7 e 27 dias de vida, enquanto outros 33,33% dos óbitos foram em crianças entre 26 dias e um ano de vida. Houve 1 registro de mortalidade materna no referido período, que é quando a gestante entra em óbito por complicações decorrentes da gravidez. O Ministério da Saúde estima que, no período supracitado, 50% das mortes que ocorreram envolvendo gestantes e recém-nascidos, no município, poderiam ter sido evitadas, especialmente se a gestante tivesse uma atenção mais adequada durante a gestação e se o recém-nascido tivesse acesso à saúde básica nos dias iniciais de vida. Cerca de 95,5% das crianças menores de 2 anos de idade foram pesadas pelo Programa Saúde da Família em 2014, sendo que 1,9% delas estavam desnutridas.
Até 2009, Guajará possuía 3 estabelecimentos de saúde especializados em clínica médica, obstetrícia e pediatria, e nenhum estabelecimento de saúde com especialização em psiquiatria, cirurgia bucomaxilofacial ou traumato-ortopedia. Dos 3 estabelecimentos de saúde, apenas 1 deles era com internação. Até 2016, nenhum caso de HIV/AIDS havia sido registrado, sendo um dos três únicos municípios do Amazonas com ausência de incidência de HIV/AIDS. Entre 2001 e 2012 houve 78 casos de doenças transmitidas por mosquitos e insetos, sendo a principal delas a leishmaniose, dengue e malária.